# Joy Mogensen
Pour les articles homonymes, voir Mogensen.
Joy Mogensen, née le 11 août 1980 à Toronto (Canada), est une femme politique danoise, membre du parti Social-démocratie (SD). Elle est ministre de la Culture et des Affaires ecclésiastiques de 2019 à 2021.

## Biographie
Joy Mogensen est titulaire d'une licence en études culturelles et linguistiques de l'université de Roskilde.
Elle devient conseillère municipale de Roskilde lors des élections municipales de 2005. Alors âgée de 24 ans, elle devient maire-adjointe et présidente du groupe social-démocrate au conseil municipal.
Le 5 mai 2011, alors âgée de 30 ans, elle devient maire de Roskilde après que le maire Poul Lindor Nielsen ait choisi de se retirer en cours de mandat. Elle est largement réélue lors des élections municipales de 2013 et de 2017,.
Le 27 juin 2019, elle est nommée ministre de la Culture et des Affaires ecclésiastiques dans le gouvernement formé par Mette Frederiksen à l'issue des élections législatives du 5 juin. Enceinte au moment de sa nomination, elle accouche d'une fille mort-née le 5 octobre 2019. Elle reprend ses fonctions ministérielles après son congé le 1er janvier 2020.
En mars 2020, elle fait l'objet de lourdes critiques émanant de plusieurs partis sur sa gestion de la réponse à la pandémie de Covid-19 pour le secteur culturel, et une majorité de partis au Folketing demande qu'elle soit dessaisie des négociations parlementaires sur le paquet d'aide au secteur.
En août 2020, elle annonce son intention d'être candidate aux prochaines élections législatives.
En décembre 2020, elle conclut un accord parlementaire avec les partis du bloc rouge pour augmenter, dans le cadre de la loi de finances pour 2021, le budget de la culture et annuler les économies prévues par le précédent gouvernement sur DR, le service public audiovisuel danois.
En juillet 2021, elle annonce être de nouveau enceinte grâce à une procréation médicalement assistée. La vaccination contre le Covid-19 étant alors interdite aux femmes enceintes, elle doit limiter ses déplacements et ne peut assister aux jeux olympiques à Tokyo. Le 15 août 2021, elle démissionne de ses fonctions gouvernementales et se retire de la vie politique. Elle donne naissance à un fils le 17 décembre.